# Диас Гонсалес, Оскар Надин
Оскар Надин Диас Гонсалес (исп. Óscar Nadin Díaz González; род. 29 января 1984 год, Луке, Парагвай) — парагвайский футболист.

## Клубная карьера
Профессиональную карьеру начинал в 2001 году в клубе «12 октября», позже играл за «Спортиво Триниденсе» и «Соль де Америка». В 2004 году перешёл в раменский «Сатурн», за который дебютировал в чемпионате России 19 марта 2004 года в домашнем матче 2-го тура против московского «Спартака» (2:2), проведя на поле весь матч. В сезоне 2004 года провёл за подмосковный клуб 23 матча в чемпионате и 2 матча в Кубке России. В феврале 2005 года перебрался в казанский «Рубин»., проведя 5 матчей в чемпионате и 1 матч в Кубке страны, уже через год, в январе 2006 года был выставлен на трансфер После года в Раменском и Казани, Оскар Диас уехал обратно к себе в Южную Америку, и продолжил сначала каждый год, а потом чаще, менять команды. В 2006 году выступал за «Депортес Киндио» из Колумбии, первые полсезона 2007 года начинал в парагвайском «Спортиво Триниденсе», а завершал сезон в и полгода «Серро Портеньо» из Асунсьона, 2008 начинал в клубе «Президент Хейс», затем его в июле того же года покупает 12 октября и через месяц отдают в аренду в мексиканский клуб «Леон», где он играет почти год, затем возвращается в «12 октября» и в 2009 году он завершает выступление за этот клуб. В начале 2010 года он выступает за колумбийскую «Америку» из Кали, за которую провёл 13 игр, в которых отметился 1 голом, 1 жёлтой и 1 красной карточкой, а вторую часть сезона провёл в «Депортиво Перейра» 8 игр, 2 жёлтые и 1 красная карточка. С марта 2011 года он числится в парагвайской команде «3 февраля». В том же году играл за коста-риканский клуб «Эредиано». В 2012 году сначала выступал за «Индепендьенте» из Асунсьона, затем играл за перуанский «Аякучо». В 2014 году играл за «Сан-Симон», завершал карьеру в 2015 году в боливийском клубе «Университарио» из Пандо.